# 2021年土耳其山火
2021年土耳其山火是主要发生在土耳其南部省份的山火。山火于2021年7月28日在馬納夫加特爆發。截至2021年7月30日，土耳其共有包括阿达纳省、奧斯曼尼耶省、梅尔辛省和开塞利省在內的17个省受到山火影响。
三人在马纳夫加特的山火中丧生。安塔利亚的18个村庄和阿达纳和梅尔辛的16个村庄人員被疏散。博德鲁姆2家酒店的4000多名游客和工作人员通过船隻撤离。
土耳其农业和林业部长於7月表示，土耳其當局出動三架飞机、38架直升机和大约4,000名消防员參與扑灭山火。2000多只动物因山火死亡。灾害和应急管理局（AFAD）于7月29日表示，仍有58人因山火住院。阿塞拜疆、俄罗斯、乌克兰和伊朗派出了飞机協助撲滅山火。阿塞拜疆还派出了消防车參與援助。哥白尼计划测得的最大日热强度约为20吉瓦，是之前记录的四倍。海峡大学气候学家Levent Kurnaz表示，极端炎热和干燥的天气助长了火灾。土耳其总统宣布南部5个省的部分地区为灾区。